# أدونيس أجيتي
أدونيس أجيتي (بالألبانية: Adonis Ajeti‏) هو لاعب كرة قدم ألباني في مركز الدفاع، ولد في 26 فبراير 1997 في بازل في سويسرا. شارك مع منتخب سويسرا تحت 16 سنة لكرة القدم ‏ ومنتخب سويسرا تحت 17 سنة لكرة القدم ومنتخب سويسرا تحت 18 سنة لكرة القدم ومنتخب سويسرا تحت 19 سنة لكرة القدم. أما مع النوادي، فقد لعب مع نادي بازل ونادي ويل.

## وصلات خارجية
- أدونيس أجيتي على موقع قاعدة بيانات كرة القدم.إي يو (الإنجليزية)
- أدونيس أجيتي على موقع Soccerway.com (الإنجليزية)
- أدونيس أجيتي على موقع عالم كرة القدم.نت (الإنجليزية)
- أدونيس أجيتي على موقع AS.com (الإسبانية)